# STS-35
STS-35 est la 10e mission de la navette spatiale Columbia dont l'objectif était de déployer ASTRO-1, un observatoire constitué de quatre téléscopes.

## Équipage
- Commandant : Vance D. Brand (4)  États-Unis
- Pilote : Guy S. Gardner (2)  États-Unis
- Spécialiste de mission 1 : Jeffrey A. Hoffman (2)  États-Unis
- Spécialiste de mission 2 : John M. Lounge (3)  États-Unis
- Spécialiste de mission 3 : Robert A. Parker (2)  États-Unis
- Spécialiste de charge utile 1 : Samuel T. Durrance (1)  États-Unis
- Spécialiste de charge utile 2 : Ronald A. Parise (1)  États-Unis

Le chiffre entre parenthèses indique le nombre de vols spatiaux effectués par l'astronaute au moment de la mission.

## Paramètres de la mission
- Masse :
  - Navette au décollage : 121 341 kg
  - Navette à l'atterrissage : 102 462 kg
  - Chargement : 12 095 kg
- Périgée : 352 km
- Apogée : 362 km
- Inclinaison : 28,5°
- Période : 91,7 min